# Liste der Auslandsvertretungen der Mongolei

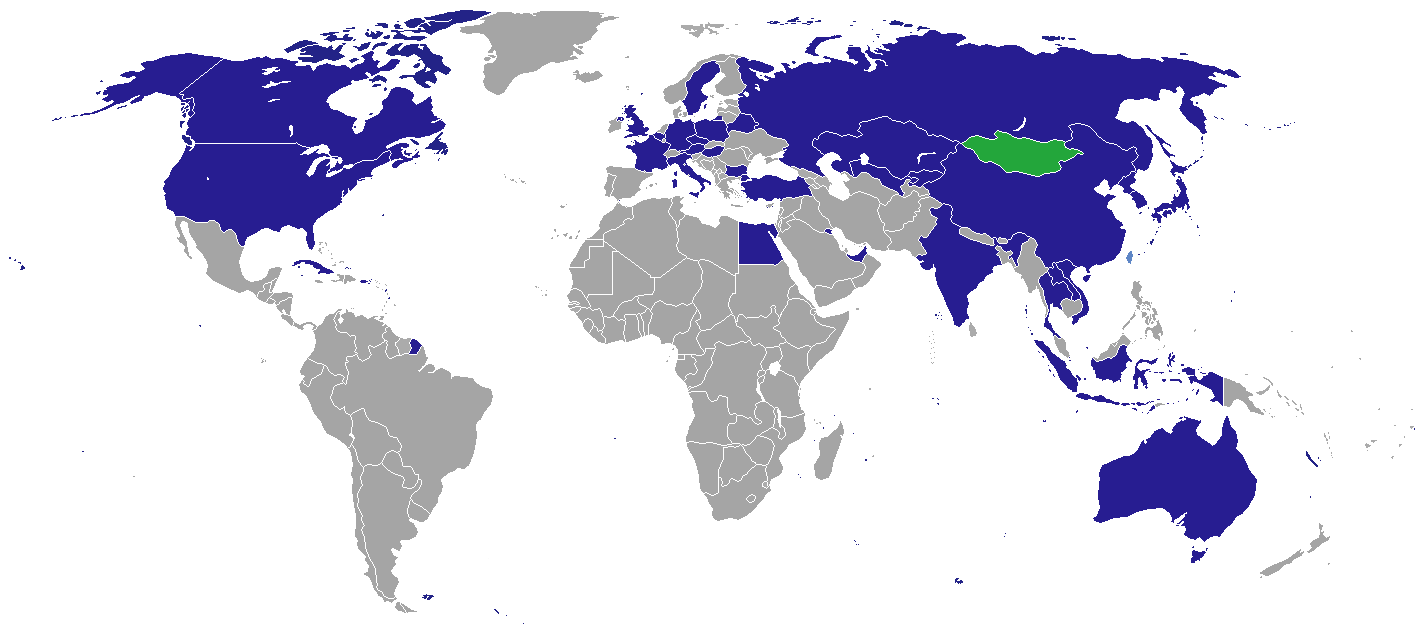
Standorte der diplomatischen Vertretungen der Mongolei

Dies ist eine Liste der diplomatischen und konsularischen Vertretungen der Mongolei.

## Diplomatische und konsularische Vertretungen

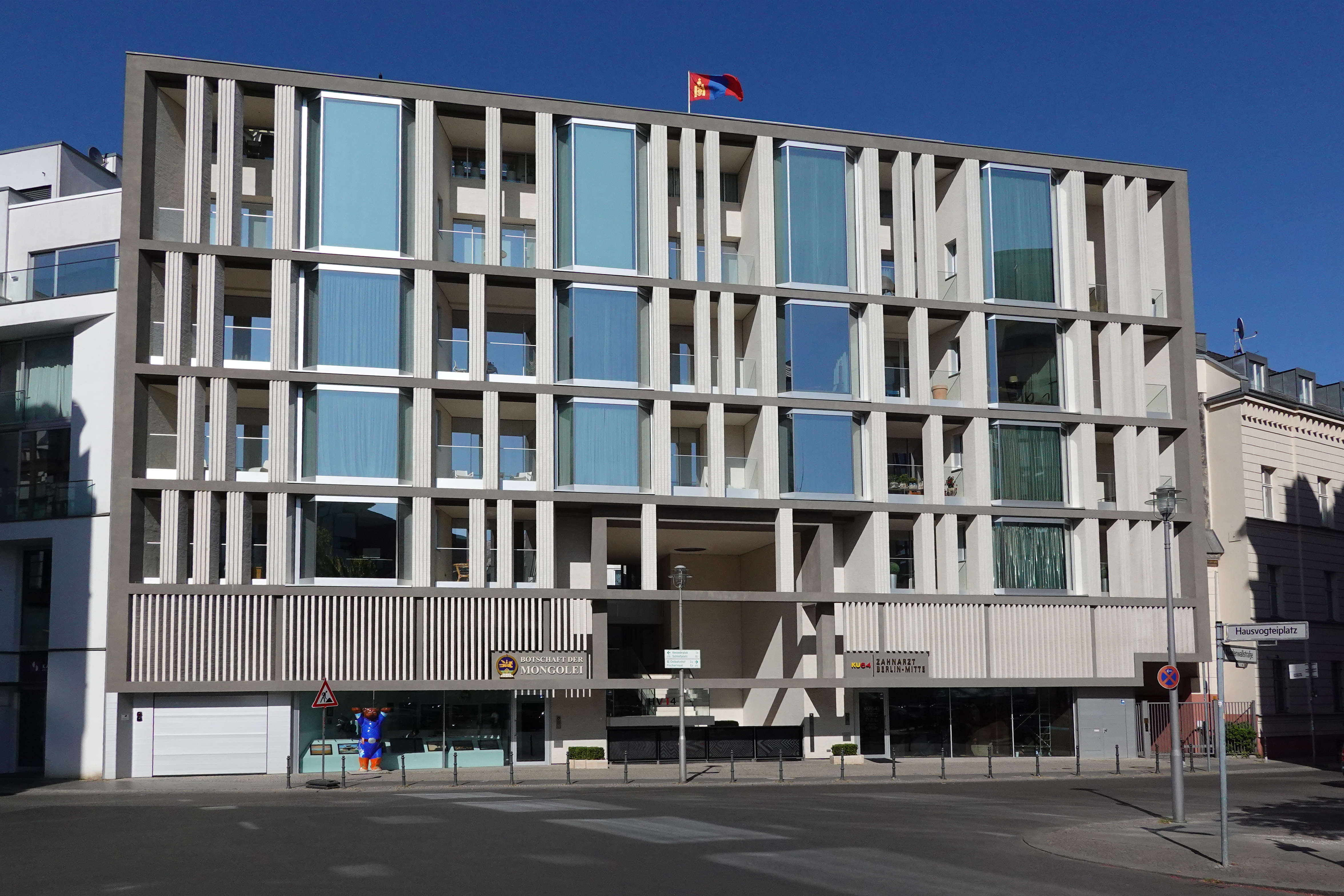
Mongolische Botschaft in Berlin

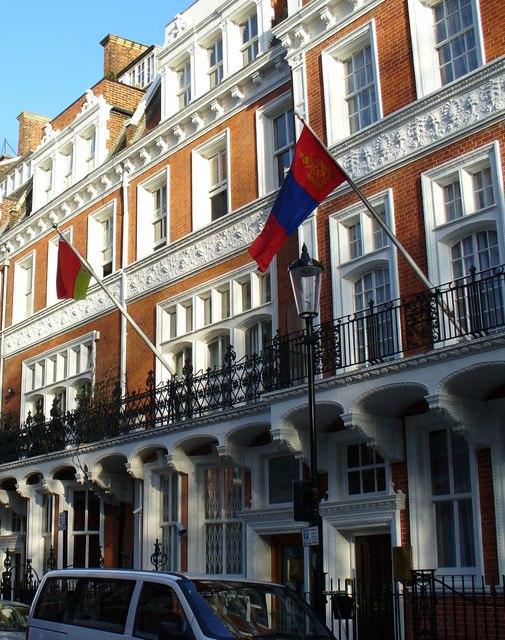
Mongolische Botschaft in London

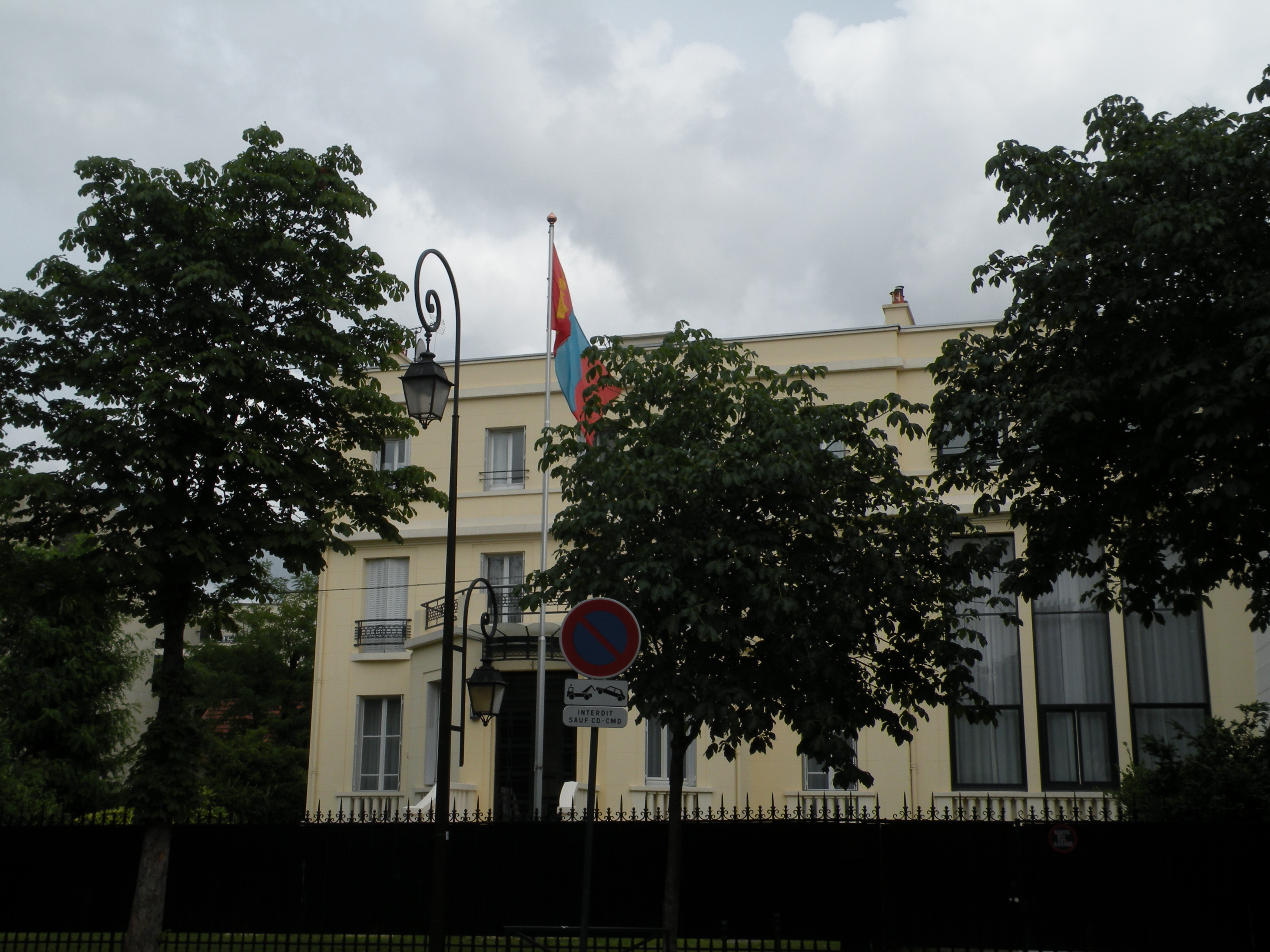
Mongolische Botschaft in Paris

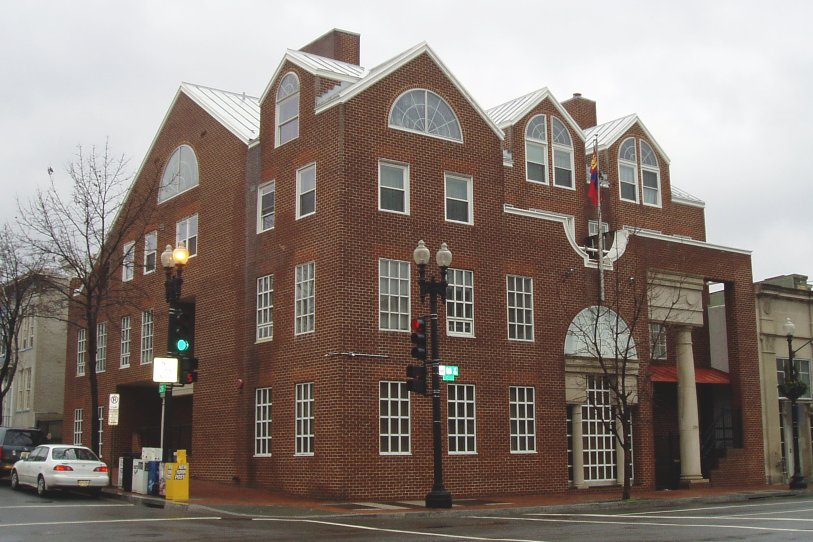
Mongolische Botschaft in Washington, D.C.

### Afrika
- Ägypten: Kairo, Botschaft

### Asien
| - Volksrepublik China: Peking, Botschaft - Volksrepublik China: Eren Hot, Generalkonsulat - Volksrepublik China: Hohhot, Generalkonsulat - Volksrepublik China: Hongkong, Generalkonsulat - Volksrepublik China: Hulun Buir, Konsulat - Volksrepublik China: Shanghai, Konsulat - Indien: Neu-Delhi, Botschaft - Indonesien: Jakarta, Botschaft - Japan: Tokyo, Botschaft - Japan: Osaka, Generalkonsulat - Kasachstan: Astana, Botschaft | - Kasachstan: Almaty, Konsulat - Kirgisistan: Bischkek, Generalkonsulat - Kuwait: Kuwait, Botschaft - Laos: Vientiane, Botschaft - Nordkorea: Pjöngjang, Botschaft - Singapur: Singapur, Botschaft - Südkorea: Seoul, Botschaft - Südkorea: Busan, Konsulat - Taiwan: Taipei, Handelsbüro - Thailand: Bangkok, Botschaft - Vietnam: Hanoi, Botschaft |

### Australien und Ozeanien
- Australien: Canberra, Botschaft

### Europa
| - Belgien: Brüssel, Botschaft - Bulgarien: Sofia, Botschaft - Deutschland: Berlin, Botschaft - Frankreich: Paris, Botschaft - Italien: Rom, Botschaft - Österreich: Wien, Botschaft - Polen: Warschau, Botschaft - Russland: Moskau, Botschaft - Russland: Irkutsk, Generalkonsulat - Russland: Kysyl, Generalkonsulat | - Russland: Ulan-Ude, Generalkonsulat - Russland: Elista, Konsulat - Schweden: Stockholm, Botschaft - Türkei: Ankara, Botschaft - Türkei: Istanbul, Generalkonsulat - Tschechien: Prag, Botschaft - Ukraine: Kiew, Konsulat - Ungarn: Budapest, Botschaft - Vereinigtes Königreich: London, Botschaft - Belarus: Minsk, Konsulat |

### Nordamerika
| - Kanada: Ottawa, Botschaft - Kuba: Havanna, Botschaft | - Vereinigte Staaten: Washington, D.C., Botschaft - Vereinigte Staaten: San Francisco, Generalkonsulat |

### Südamerika
- Brasilien: Brasília, Botschaft

## Vertretungen bei internationalen Organisationen
- Vereinte Nationen: New York, Ständige Delegation
- Vereinte Nationen: Genf, Ständige Mission
- Europäische Union: Brüssel, Mission